# آذرپست
آذرپست (انگلیسی: Azərpoçt) شرکت دولتی پست آذربایجانی است، که در سال ۱۹۹۹ تأسیس شد.